# Merodon obscuritarsis
Merodon obscuritarsis är en tvåvingeart som beskrevs av Gabriel Strobl 1909. Merodon obscuritarsis ingår i släktet narcissblomflugor, och familjen blomflugor. Inga underarter finns listade i Catalogue of Life.